# Euchromia cyanitis
Euchromia cyanitis är en fjärilsart som beskrevs av Edward Meyrick 1889. Euchromia cyanitis ingår i släktet Euchromia och familjen björnspinnare. Inga underarter finns listade i Catalogue of Life.